# Acecarbromale
L'acecarbromale, anche noto come acetiladalina e acetilcarbromale, è stato un farmaco sedativo scoperto dalla Bayer nel 1917 e commercializzato in Europa e negli Stati Uniti come Abasina, Carbased, Paxarel, Sedacetyl e Sedanyl. È un composto derivato dalla urea ed è pertanto noto anche come bromodietildiacetilurea. Fu messo in commercio dalla IG Farben quando questa fu creata nel 1925.

## Caratteristiche chimiche
È un composto solido dall'aspetto di polvere biancastra; se ricristallizzato forma cristalli incolori che fondono tra 108 e 109 °C. Il sapore lievemente amaro.

### Classe e sintesi
Farmacologicamente l'acecarbromale appartiene al gruppo dei derivati dell'urea a catena aperta, una delle classi in cui si suddividono gli ipnotici. Nello stesso gruppo sono compresi il bromural, sedormid, etilurea e l'adalina che ne è il diretto precursore.
Si prepara per acetilazione in presenza di anidride acetica della bromodietilacetilurea.

## Usi clinici
L'impiego dell'acecarbromale è fortemente limitato perché come i derivati bromurati, se assunti per via orale, liberano bromo e possono causare bromismo.
In Europa è stato utilizzato, in combinazione con l'estratto di Aspidosperma quebracho-blanco e la vitamina E nel trattamento della disfunzione erettile, sotto il nome commerciale di Afrodor.